# John Playfair
John Playfair (n. 10 martie 1748, Benvie (lângă Dundee), Scoția - d. 20 iulie 1819, Burntisland, Fife, Scoția), matematician scoțian, cu lucrări de specialitate în domeniul geometriei, dar și al geologiei și fizicii.
Principala sa contribuție în matematică a fost o nouă formă de enunț pentru Axioma paralelelor lui Euclid.

## Sursă
- en  John Playfair

1. 1 2  MacTutor History of Mathematics archive, accesat în 22 august 2017
2. 1 2  John Playfair, SNAC, accesat în 9 octombrie 2017
3. 1 2  John Playfair, Autoritatea BnF
4. 1 2 3 4 5 6  MacTutor History of Mathematics archive
5. ↑  Find a Grave
6. ↑  IdRef, accesat în 5 martie 2020
7. 1 2  Genealogia matematicienilor